# ロスチャイルド夫人のスキャンダル
「ロスチャイルド夫人のスキャンダル」(SCANDALE DE Mme ROTHCHILD)は、1981年7月25日に発売された加藤和彦のソロ名義による10枚目のシングルである。

## 解説
「ロスチャイルド夫人のスキャンダル」は加藤和彦の7枚目のソロ・アルバム『ベル・エキセントリック』からのシングルで、アルバムと同時に発売された。レコーディングはYMOのメンバーに矢野顕子や大村憲司などを交えてパリのシャトウ・スタジオで行なわれている。歌詞は安井かずみによるもので、アルバムのテーマである1920年代のパリ社交界を舞台に、ロスチャイルド夫人をモデルとする女性が登場するミュゼット・ワルツ風の楽曲となっている。一方、カップリング曲もアルバム収録曲の「浮気なGIGI」で、踊り子のジジをモデルにした8ビートの曲である。

## アートワーク
アートワークは渡辺かをるが担当し、カバーにはアルバムと同じ金子國義の絵画が使われ、裏面には歌詞が縦書きで記載された。

## 収録曲 / パーソネル
- 全作詞：安井かずみ、作編曲：加藤和彦
- 収録時間はオリジナル・シングルレコードの表記に基づく。

### SIDE 1
1. ロスチャイルド夫人のスキャンダル (SCANDALE DE Mme ROTHCHILD)  –  (2:51)
  - 加藤和彦 - ヴォーカル、ギター
  - 大村憲司 - ギター
  - 細野晴臣 - ベース
  - 高橋幸宏 - ドラムス
  - 坂本龍一 - チェンバリン、プロフェット5
  - 矢野顕子 - ピアノ

### SIDE 2
1. 浮気なGIGI (GIGI, LA DANSEUSE)  –  (4:40)
  - 加藤和彦 - ヴォーカル、ギター
  - 大村憲司 - ギター
  - 細野晴臣 - ベース
  - 高橋幸宏 - ドラムス
  - 坂本龍一 - チェンバリン、プロフェット5
  - 矢野顕子 - ピアノ